# Рясток
Рясток (баш.  Рәзтәк ) — река в России, протекает по территории Учалинского района Башкортостана. Устье реки находится в 11 км по левому берегу реки Миндяк. Длина реки составляет 21 км.

## Этимология
В основе гидронима лежит иранское рез `течь, литься`

## Данные водного реестра
По данным государственного водного реестра России относится к Уральскому бассейновому округу, водохозяйственный участок реки — Урал от истока до Верхнеуральского гидроузла. Речной бассейн реки — Урал (российская часть бассейна).
Код объекта в государственном водном реестре — 12010000112112200001504.